# وانیا دراچ
وانیا دراچ (کرواتی: Vanja Drach; ۱ فوریهٔ ۱۹۳۲ – ۶ سپتامبر ۲۰۰۹) بازیگر، و بازیگر تلویزیون اهل کرواسی بود. وی بین سال‌های ۱۹۵۸ تا ۲۰۰۹ میلادی فعالیت می‌کرد.
از فیلم‌ها یا برنامه‌های تلویزیونی که وی در آن نقش داشته‌است می‌توان به عفونت اشاره کرد.